# Compsa amoena
Compsa amoena är en skalbaggsart som beskrevs av Fisher 1937. Compsa amoena ingår i släktet Compsa och familjen långhorningar.
Artens utbredningsområde är Paraguay. Inga underarter finns listade i Catalogue of Life.